# Cnesterodon
Cnesterodon is een geslacht van straalvinnige vissen uit de familie van levendbarende tandkarpers (Poeciliidae).

## Soorten
- Cnesterodon decemmaculatus (Jenyns, 1842)
- Cnesterodon iguape Lucinda, 2005
- Cnesterodon brevirostratus Rosa & Costa, 1993
- Cnesterodon carnegiei Haseman, 1911
- Cnesterodon holopteros Lucinda, Litz & Recuero, 2006
- Cnesterodon hypselurus Lucinda & Garavello, 2001
- Cnesterodon omorgmatos Lucinda & Garavello, 2001
- Cnesterodon pirai Aguilera, Mirande & Azpelicueta, 2009
- Cnesterodon raddai Meyer & Etzel, 2001
- Cnesterodon septentrionalis Rosa & Costa, 1993